# Campionats del món de ciclisme urbà
Els Campionats del món de ciclisme urbà són la màxima competició internacional en les proves de BMX freestyle, Trials i el Camp a través per eliminació. Estan organitzats per la Unió Ciclista Internacional i es van crear després de la reorganització de les disciplines dels Campionats del món de ciclisme de muntanya.
Es corren en categoria masculina i femenina, i els vencedors són premiats amb medalla d'or i tenen el dret a portar el mallot Arc de Sant Martí, durant un any, en futurs esdeveniments de la mateixa disciplina.
Els Campionats del món de ciclisme urbà se celebraran per primera vegada el 2017. Els campionats del món en Camp a través per eliminació i els de trial es disputaven prèviament com a part dels Campionats del món de ciclisme de muntanya i trial. Els campionats del món en BMX freestyle no s'havien disputat anteriorment, ja que aquesta disciplina va rebre l'estatut de Copa Mundial per part de l'UCI al 2016.
Les tres primeres edicions es disputaran a la Xina.

## Edicions
|      | \| Any \| País \| Lloc \| \| ---- \| --------------- \| ------- \| \| 2017 \| R.P. de la Xina \| Chengdu \| \| 2018 \| R.P. de la Xina \| Chengdu \| \| 2019 \| R.P. de la Xina \| Chengdu \| |         |
| Any  | País | Lloc    |
| 2017 | R.P. de la Xina | Chengdu |
| 2018 | R.P. de la Xina | Chengdu |
| 2019 | R.P. de la Xina | Chengdu |

## Proves
- Camp a través per eliminació (Cross-country eliminator - XCE)
  - Prova masculina
  - Prova femenina
- Trials
  - Prova masculina - 20 polçades
  - Prova masculina - 26 polçades
  - Prova femenina
  - Prova per equips
- BMX freestyle
  - Prova masculina
  - Prova femenina